# Čang I-mou
Čang I-mou (čínsky: 张艺谋, pinyin: Zhāng Yìmóu; *14. listopadu 1951, Si-an, Čína) je čínský filmový režisér, herec a kameraman, jeden z představitelů 5. generace čínských filmařů. Jeho častým tématem je postavení žen ve společnosti.
Po skončení Kulturní revoluce a znovuotevření vysokých škol vystudoval na Pekingské filmové akademii (北京电影学院). Po ukončení studií v roce 1982 nastoupil jako kameraman do periferního filmového studia v provincii Kuang-si. Zde se podílel na vzniku přelomovém snímku Žlutá země (黄土地) režiséra Čchen Kchaj-keho (陈凯歌) z roku 1984. Ve stejném období, tedy během války s Japonskem, se odehrává film Rudé pole (红高粱) z roku 1987, díky němuž se dokázal výrazně prosadit také jako režisér. Jeho film Ťü Tou (菊豆) z roku 1990 byl jako první čínský film nominován na oskara v kategorii nejlepší neanglicky mluvený film. Z úvodu 90. let pochází také Čangův další výraznější počin – film Žít (活着) z roku 1994.
Při produkci svých neservilních snímků však stále narážel čínskou cenzuru a projekce jeho filmů bývaly často zakazovány. Před dokončením Šanghajské triády (摇啊摇，摇到外婆桥; 1995) musel provést sebekritiku, na několik let mu bylo zakázáno natáčet filmy, a nesměl ani emigrovat. Následně mu bylo opět povoleno filmovat, ve své tvorbě z počátku 21. století se pak zaměřil převážně na filmy s politicky nezávadnou historickou a akční tematikou. Z tohoto období pocházejí pro českého diváka nejznámější snímky Hrdina (英雄; 2002), Klan létajících dýk (十面埋伏; 2004) a Kletba zlatého květu (满城尽带黄金甲; 2007).
Dokladem Čang I-mouova věhlasu i postupného smíření s režimem se stala skutečnost, že byl jmenován hlavním režisérem úvodního a závěrečného ceremoniálu Letních olympijských her v Číně konaných roku 2008.